# Rašíd Džahanová
Rašíd Džahanová (v anglickém přepisu Rashid Jahan, 25. srpna 1905 Aligarh – 29. července 1952) byla indická lékařka a spisovatelka urdské literatury.

## Životopis
Narodila se jako nejstarší ze sedmi dětí šejka Abdulláha a jeho manželky Begum Wahid Jahan. Její otec byl předním průkopníkem emancipace a vzdělání žen v Indii a založil Women's College v Aligarh na Aligarh Muslim University. Jahan absolvovala své rané vzdělání v Aligarhu na muslimské dívčí škole. Později odešla studovat na Isabella Thoburn College v Lakhnaú. Zde publikovala své první povídky. Roku 1924 se přestěhovala do Dillí a pokračovala ve studiu gynekologie a porodnictví na Lady Hardinge Medical College v Dillí. Během studií organizovala bezplatné kurzy pro chudé ženy. Po ukončení studií vykonávala lékařskou praxi v severní Indii.
Roku 1931 byla vyslána do nemocnice v Lakhnaú, kde začala být politicky aktivní; roku 1933 vstoupila do Komunistické strany Indie. V říjnu 1934 se vdala za stranického kolegu Mahmuduze Zafara. V letech 1935 a 1936 založila Asociaci progresivních spisovatelů, která v dubnu 1936 zorganizovala První konferenci progresivních spisovatelů v Laakhnaú. V roce 1937 se Jahan znovu přestěhovala do Dehradunu, kde pokračovala ve své politické i medicínské činnosti. V roce 1937 vydala sbírku her a povídek s názvem Aurat. Ve 30. letech vzrostla její literární i politická aktivita, také na poli feminismu a vzdělání žen i ve zdravotních otázkách. V roce 1949 byla na tři měsíce uvězněna za účast na stávce. Roku 1950 byla kvůli zhoršujícímu se zdravotnímu stavu propuštěna. Dne 2. července 1952 Jahan a její manžel odjeli z Indie do Sovětského svazu, aby vyhledali léčbu Jahaniny rakoviny dělohy. Jahan byla přijata do nemocnice v Kremlu, kde 29. července 1952, brzy po příjezdu, zemřela. Jahan je pohřbena na moskevském hřbitově, kde je na jejím náhrobku napsáno: „Komunistická lékařka a spisovatelka“.